# Ashlyn Sanchez
Ashlyn Sanchez (27 juli 1996) is een actrice uit de Verenigde Staten van Amerika.
Sanchez speelde als zevenjarige haar eerste rol in Charmed, en vijf jaar later een hoofdrol in de film The Happening.

## Filmografie
- Charmed: Chris-Crossed, 2003[6], als Little Bianca
- Marrying God, 2006[7], als Lola
- The Happening, 2008[8], als Jess